# Bulbophyllum funingense
Bulbophyllum funingense là một loài phong lan thuộc chi Bulbophyllum.